# 张延登
張延登（1566年—1641年），字濟美，號華東，山東鄒平人，明朝政治人物，萬曆壬辰進士。崇禎時，官至都察院左都御史。

## 生平
萬曆十九年（1591年）辛卯科山東鄉試舉人，萬曆二十年（1592年）聯捷壬辰科三甲八十二名進士，授官河南內黃縣知縣。萬曆二十四年（1596年），因嗣母劉恭人去世，丁憂去職。服阕，起补河南上蔡县知县。萬曆三十一年（1603年）任河南乡试同考官，萬曆三十五年七月考选，萬曆三十六年（1610年）八月，擢為兵科給事中，因嗣父张一元去世未上任，服阕，萬曆四十年（1612年）八月復除吏科给事中，巡视京营。萬曆四十二年再丁生父张一亨憂歸。萬曆四十五年復除原官，萬曆四十六年七月与编修林欲楫主考浙江乡试，十二月署掌吏科印信，料理察典。萬曆四十七年九月充武举同考试官，萬曆四十八年（1620年）正月因黨争枚卜之事而上疏辞官歸乡。
熹宗即位，天啓元年（1621年）三月以荐起官太仆寺少卿。二年三月升大理寺左少卿，四年升太仆寺卿，天啟五年（1625年）正月，升都察院右佥都御史、巡抚湖广，同年其父继室焦太孺人去世，返乡服丧。天啟七年（1627年）五月起升右副都御史、巡抚浙江，任內平定周三老之亂。崇祯五年（1632年）入为南京都察院右都御史。官至都察院左都御史，後以病回籍调理。崇祯十年（1637年）丁丑三月游泰山。十二年再次起复，掌管南京都察院，崇祯十四年五月卒，赠太子太保。弘光時追諡忠定。

## 家族
曾祖张桂。祖父张佩絃。生父张一亨，字仲春，号义轩，以子贵，累封礼部主事，赠都御史；母李氏。过继給叔父张一元，隆慶进士，官河南巡抚。有子張萬選。孫女嫁王漁洋。